# Craig Beardsley
Pour les articles homonymes, voir Beardsley.
Craig Russell Beardsley, né en 1960 à New York, est un nageur américain.

## Carrière
Craig Beardsley est médaillé d'or du 200 mètres papillon aux Jeux panaméricains de 1979 à San Juan. Il obtient ensuite la médaille de bronze sur la même distance aux Championnats du monde de natation 1982 à Guayaquil. Aux Jeux panaméricains de 1983 à Caracas, il conserve son titre sur 200 mètres papillon.